# Пепељаста кукувија
Пепељаста кукувија (лат. Tyto glaucops) врста је сове из породице кукувија (лат. Tytonidae). Живи на Хаитију и у Доминиканској Републици. Њена природна станишта су суптропско или тропско суво грмље, суптропско или тропско грмље на високим висинама и, сада, деградиране шуме.

## Опис
Пепељаста кукувија је прилично слична тамнијим врстама кукувија. Фацијални диск јој је у облику срца и пепељасто-сиве је боје. Горњи део главе и тела су жућкасто-смеђе боје са тамносивом или црном бојом, доњи делови тела су бледи. Одрасла јединка може достићи дужину од 26 до 43 центиметра и бити тешка између 200 и 400 грама. Дозивање јој је брза серија кликова праћена шиштањем, а птица може да емитује и пискав врисак.

## Распрострањеност
Пепељаста кукувија је ендемична за Хиспаниолу и нека мања острва у близини. Њено типично станиште су шуме и отворена шумска подруча и често се налази у близини градова и села.

## Понашање
Пепељаста кукувија је птица станарица и не мигрира. Гнезди се у рупама у дрвећу, у пукотинама у стенама, на каменитим избочинама и у зградама. Леже између три и седам јаја, која полаже између јануара и јула.
Као и већина других сова, и ова кукувија је ноћна птица и храни се ситним кичмењацима. Кукувија (лат. Tyto alba) уведена је на Хиспаниолу око 1950. године. Студија, објављена 2010. године, у Доминиканској Републици предузета је да би утврдила начин исхране ове две сове и да ли се међусобно надмећу за храну. Ово је урађено испитивањем пелета које сове повраћају, а који садржи несварене кости, крзно и перје њиховог плена. Утврђено је да свака од њих конзумира преко стотину врста плена, а деведесет две врсте су заједничке. Мали сисари су преовлађивали у обе исхране, посебно код обичне кукувије, код које су чинили највећи део биомасе. Слепи мишеви имају сличан проценат у исхрани код обе врсте, али се пепељаста кукувија више храни птицама. Водоземце и гмизавце такође чешће конзумира пепељаста кукувија. Резултат студије наводи да се не може са сигурношћу закључити да ли је конкуренција за храну, изазвана доласком обичне кукувије, штетна по домаћу врсту.

## Статус
IUCN наводи пепељасту кукувију као врсту са најмањом бригом. То је зато што има веома широк ареал и, иако птица није честа, њена популација изгледа стабилно. Пепељаста кукувија се такмичи за места за гнежђење и погодно станиште са јачом америчком кукувијом (лат. Tyto alba pratincola).